# Langadhákia
Langadhákia (Lagkadakia) är en ort i Grekland.   Den ligger i prefekturen Nomós Zakýnthou och regionen Joniska öarna, i den sydvästra delen av landet, 260 km väster om huvudstaden Aten. Langadhákia ligger 118 meter över havet och antalet invånare är 357. Den ligger på ön Zakynthos.
Terrängen runt Langadhákia är varierad, och sluttar österut. Runt Langadhákia är det ganska tätbefolkat, med 78 invånare per kvadratkilometer. Närmaste större samhälle är Zákynthos, 8,0 km öster om Langadhákia. Trakten runt Langadhákia består till största delen av jordbruksmark.